# Burn After Reading
Burn After Reading is een Amerikaanse misdaadkomedie uit 2008 van Joel en Ethan Coen. De film evenals actrice Frances McDormand werden genomineerd voor Golden Globes. Er waren BAFTA-nominaties voor het script, voor Brad Pitt en voor Tilda Swinton.

## Verhaal
Balkanspecialist Osborne Cox (John Malkovich) heeft een drankprobleem en wordt gedegradeerd bij de CIA, waarop Cox besluit ontslag te nemen. Een cd met zijn persoonlijke memoires belandt via het echtscheidingskantoor van zijn vrouw in de handen van de sportschoolmedewerkers Chad Feldheimer (Brad Pitt) en Linda Litzke (Frances McDormand). De twee hebben geen scrupules en besluiten Osborne te chanteren. Linda ruikt haar kans om de door haar verzekeringsmaatschappij geweigerde 4 cosmetische operaties alsnog te kunnen betalen. Harry Pfarrer (George Clooney) deelt ondertussen het bed met Katie Cox (Tilda Swinton), de vrouw van Osborne, terwijl zijn eigen echtgenote op tournee is. Harry gaat in op de avances van Linda na een online dating match. 
Katie wijzigt het slot van de echtelijke woning. Osborne komt er niet in maar de douchende Harry betrapt er inbreker Chad in een slaapkamerkast en schiet hem in een reflex dood. Na het verdwijnen van Chad loopt de spanning in de sportschool op. Linda's baas Ted verhevigt zijn wanhopige versierpogingen en Linda vangt voor de tweede keer bot bij de Russische ambassade. Ted gaat ook naar het huis van Osborne om daar meer belastend materiaal te vinden om Linda te behagen. Hij wordt daar door Osborne, die in zijn eigen huis inbrak, aangetroffen en uitgehoord. Hij schiet Ted in een kwade opwelling met een pistool omdat "hij er één van het type stommeling is, die hij al zijn hele leven bestrijdt". Ted wordt na een aanval met een bijl dood achtergelaten op de stoep van het huis. Daar patrouilleert de CIA waar een CIA-agent Osborne ter plekke neerschiet, die in een coma geraakt.
Bij de CIA knoopt men de losse eindjes aan elkaar. Harry is inmiddels naar Venezuela gevlucht na de moord op Chad en een opvolgende interactie met Linda, die Harry, inmiddels paranoïde, verdenkt van "in het complot te zitten". Osborne ligt in coma en wordt niet door de CIA als een risicofactor gezien. Linda haar eisen worden ingewilligd. Ze krijgt via de CIA haar 4 cosmetische operaties vergoed. Maar bij de CIA weet men al resumerend echt niet wat men van het ontslag van Osborne en de daaropvolgende gebeurtenissen zou hebben moeten leren.

## Rolverdeling
| Acteur            | Personage                      |
| ----------------- | ------------------------------ |
| George Clooney    | Harry Pfarrer                  |
| Frances McDormand | Linda Litzke                   |
| Brad Pitt         | Chad Feldheimer                |
| John Malkovich    | Osborne Cox                    |
| Tilda Swinton     | Katie Cox                      |
| Richard Jenkins   | Ted Treffon                    |
| Elizabeth Marvel  | Sandy Pfarrer                  |
| David Rasche      | CIA-agent Palmer DeBakey Smith |
| J.K. Simmons      | CIA-overste                    |
| Olek Krupa        | Krapotkin                      |
| Jeffrey DeMunn    | cosmetisch chirurg             |

## Trivia
- Acteurs/actrices Frances McDormand, George Clooney, Richard Jenkins en J.K. Simmons werkten eerder ook al eens samen met Joel en Ethan Coen.
- In het echte leven is actrice McDormand de echtgenote van Joel Coen.
- Dit is de eerste film van de broers Coen die niet gefilmd werd door Roger Deakins sinds Miller's Crossing (1990). Deakins werkte ondertussen aan de film Revolutionary Road (2008).
- Het merkwaardige kapsel van Brad Pitt had hij overgehouden aan een reclamefilm. De regisseurs vonden het best passen bij de sukkel die hij vertolkte.